# Тиша у Бібліотеці
Тиша у Бібліотеці (англ. Silence in the Library) — восьмий епізод четвертого сезону поновленого британського науково-фантастичного телесеріалу «Доктор Хто». Вперше транслювався на телеканалі BBC One 31 травня 2008 року. Є першою частиною двосерійної історії; друга частина, епізод «Ліс мертвих», вийшла в ефір 7 червня. Дана історія є другою двосерійною історією в телесеріалі за сценарієм Стівена Моффата: раніше ним були написані сценарії епізодів «Порожня дитина» та «Доктор танцює» у першому сезоні.
В епізоді археолог Рівер Сонг (грає Алекс Кінгстон) викликає Десятого Доктора (грає Девід Теннант) до планети-бібліотеки в 51 столітті, де тисячі відвідувачів безслідно зникли сто років тому, коли бібліотека була зачинена. За подіями епізоду виявляється, що Рівер Сонг неодноразово зустрічалась із Доктором раніше, але Доктор не впізнає її у дану мить свого життя.
Епізод було номіновано на премію «Г'юго» 2009 року за найкращу драматичну постановку (коротка форма). Він отримав нагороду «Сузір'я» за найкращий сценарій у фільмі чи на телебаченні. В епізоді також уперше в телесеріалі з'являється Рівер Сонг, яка грає важливу роль у наступних епізодах. За кілька днів до виходу епізоду, BBC оголосила, що Моффат стане головним сценаристом п'ятого сезону телесеріалу, замінивши на цій посаді Расселла Ті Девіса, який обіймав цю посаду з моменту поновлення транслювання «Доктора Хто» у 2005 році.